# Björnbergstjärnen (Råneå socken, Norrbotten, 735030-176075)
Björnbergstjärnen är en sjö i Bodens kommun i Norrbotten och ingår i Råneälvens huvudavrinningsområde.